# Lampropholis robertsi
Espèce
Lampropholis robertsi est une espèce de sauriens de la famille des Scincidae.

## Répartition
Cette espèce est endémique du Queensland en Australie. Elle se rencontre entre le mont Bartle Frere et le mont Thornton.

## Étymologie
Cette espèce est nommée en l'honneur de Gregory Roberts.

## Publication originale
- Ingram, 1991 : Five new skinks from Queensland rainforests. Memoirs of the Queensland Museum, vol. 30, no 3, p. 443-453.